# Léon Gambetta
Léon Gambetta (Cahors, 2 de abril de 1838 – Sèvres, 31 de dezembro de 1882) foi um político francês.

## Carreira
Ocupou o cargo de primeiro-ministro da França, de 14 de Novembro de 1881 a 30 de Janeiro de 1882. Quando jovem estudou na escola de ensino básico em Cahors, depois renomeada, em sua homenagem, College Gambetta. 
Membro do Governo de Defesa Nacional em 1870, então líder da oposição, foi uma das figuras políticas mais importantes dos primeiros anos da Terceira República e desempenhou um papel fundamental na sustentabilidade do regime republicano na França após a queda do Segundo Império. É em particular ele quem, em 4 de setembro de 1870, proclama o regresso da República.
Léon faleceu no dia 31 de dezembro de 1882, um domingo,  aos 44 anos de idade por motivos desconhecidos.

## Legado
Gambetta prestou à França três inestimáveis serviços: preservando seu auto-respeito através da bravura da resistência que organizou durante a Guerra Franco-Prussiana, por seu tato em persuadir partidários extremistas a aceitar uma República moderada e por sua energia em superar a usurpação tentada pelos conselheiros do Marechal MacMahon.

## Ministério de Gambetta, 14 de novembro de 1881 – 26 de janeiro de 1882
Ver Gabinete Gambetta
- Léon Gambetta – Presidente do Conselho e Ministro dos Negócios Estrangeiros
- Jean-Baptiste Campenon - Ministro da Guerra
- Pierre Waldeck-Rousseau - Ministro do Interior
- François Allain-Targé – Ministro das Finanças
- Jules Cazot - Ministro da Justiça
- Maurice Rouvier - Ministro das Colônias e do Comércio
- Auguste Gougeard - Ministro da Marinha
- Paul Bert - Ministro da Instrução Pública e Adoração
- Antonin Proust – Ministro das Artes
- Paul Deves – Ministro da Agricultura
- David Raynal – Ministro das Obras Públicas
- Adolphe Cochery - Ministro dos Correios e Telégrafos